# Armide (Gluck)
Armide ist eine Oper (Originalbezeichnung: „Drame héroïque“) in fünf Akten von Christoph Willibald Gluck. Das Libretto von Philippe Quinault basiert auf der Armida-Episode aus Torquato Tassos Epos Das befreite Jerusalem und war bereits 1686 von Jean-Baptiste Lully vertont worden. Die Uraufführung erfolgte am 23. September 1777 an der Académie Royale de musique in Paris.

## Handlung

### Erster Akt
Platz in Damaskus mit einem Triumphbogen

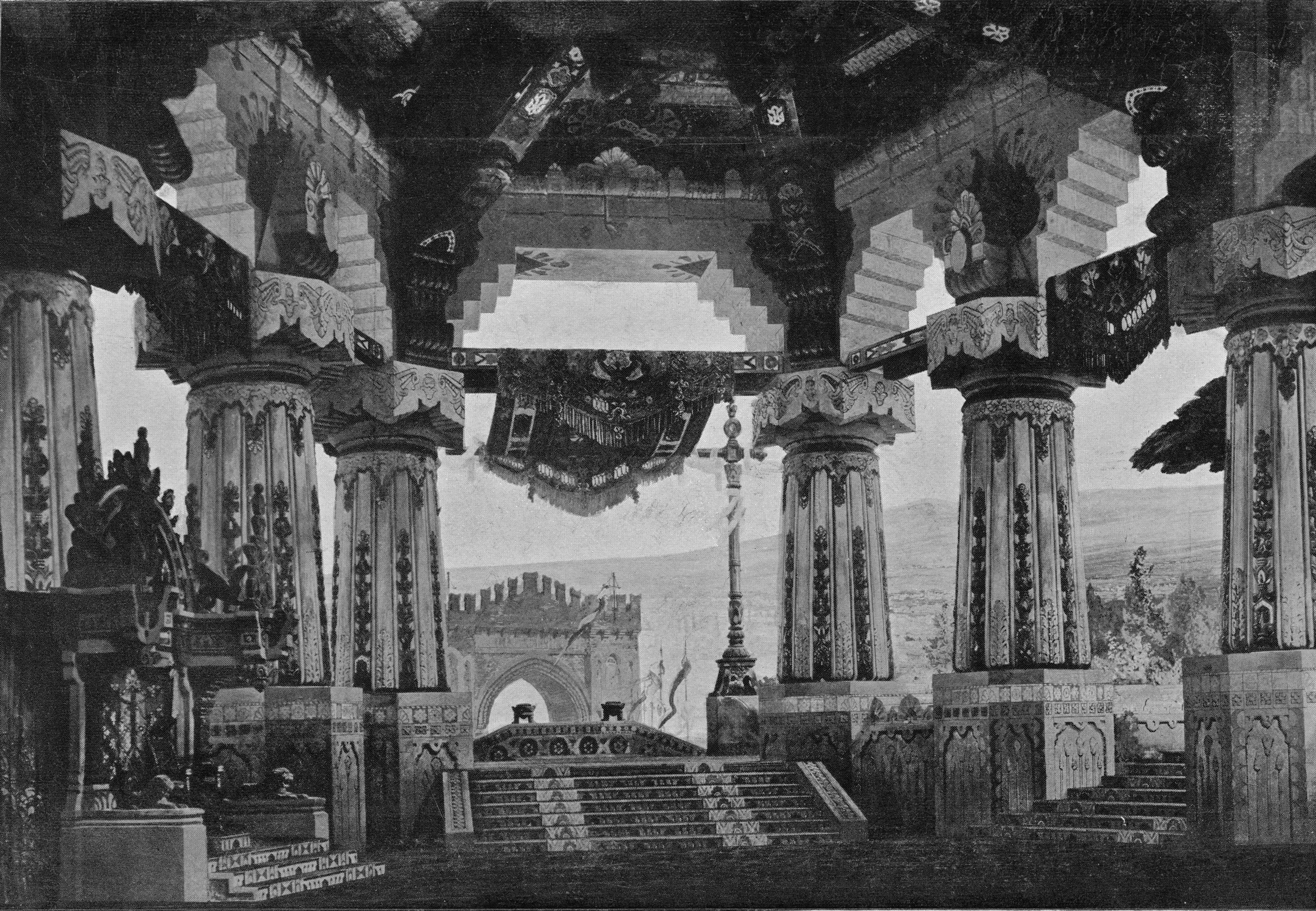
Bühnenbild des ersten Akts, Théâtre national de l’Opéra, 1905

Szene 1. Armide, die zauberkundige Prinzessin von Damaskus, wurde von ihrem Geliebten Renaud verschmäht und klagt ihr Leid ihren Gefährtinnen Phénice und Sidonie. Die beiden erinnern sie an den kürzlich errungenen Sieg über das Kreuzfahrerheer Godefrois (Gottfried von Bouillon). Doch nichts kann Armides Stimmung heben: Sie hat im Traum gesehen, wie Renaud ihr Herz durchbohrte.
Szene 2. Der alte Hidraot, Armides Onkel und König von Damaskus, erscheint mit seinem Gefolge. Er wünscht nichts mehr, als dass Armide einen würdigen Gatten finde, der nach ihm über das Reich herrschen könne. Armide erklärt, dass sie nur denjenigen heiraten werde, der zuvor Renaud im Kampf besiegt habe (Armide: „La chaîne de l’Hymen m’étonne“).
Szene 3. Das Volk von Damaskus feiert Armides Sieg mit Tanz und Gesang. Phénice und Sidonie stimmen ein: Armide habe die Gegner ohne Kriegswaffen, allein durch ihre Schönheit, bezwungen.
Szene 4. Der Heerführer Aronte stolpert verwundet mit zerbrochenem Schwert herein und berichtet, dass die von ihm bewachten Gefangenen von einem einzigen unbesiegbaren Helden befreit wurden. Wie Armide sogleich ahnt, handelt es sich um Renaud. Alle schwören Rache.

### Zweiter Akt
Landschaft, in der ein Fluss eine anmutige Insel bildet

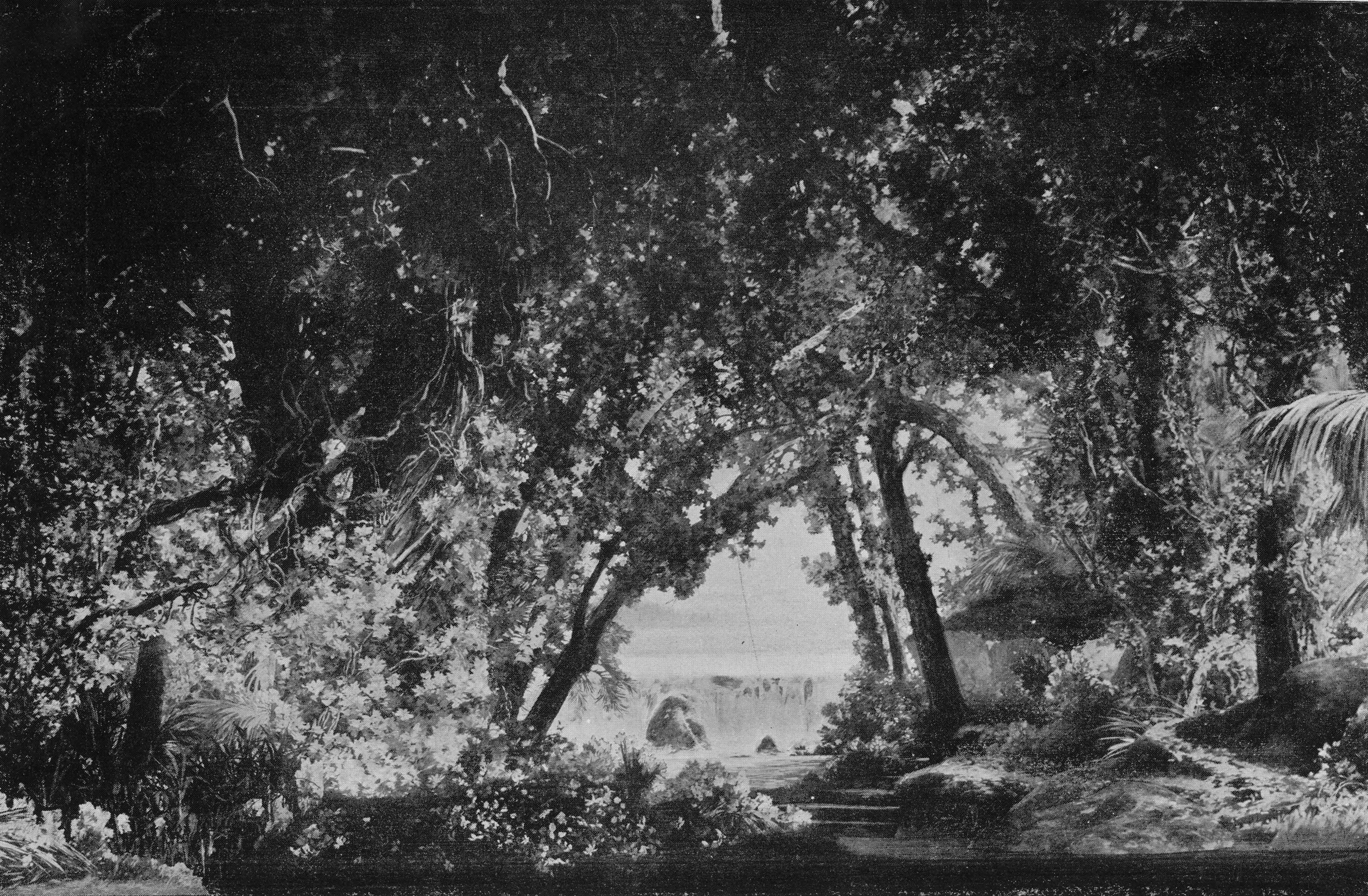
Skizze zum Bühnenbild des zweiten Akts, Théâtre national de l’Opéra, 1905

Szene 1. Der Ritter Artémidore dankt seinem Befreier Renaud, der ihn zurück zum Kreuzfahrerlager schickt. Renaud selbst kann nicht dorthin zurückkehren, da er – von Gernaud fälschlich eines Vergehens beschuldigt – von Godefroi verbannt worden war. Renaud will nun allein neue Abenteuer suchen. Die Warnung Artémidores vor Armide tut er mit den Worten ab, dass sie ihn auch bei ihrer letzten Begegnung nicht bezirzen konnte (Renaud: „J’aime la liberté“). Beide gehen.
Szene 2. Hidraot führt Armide herbei. Er hat Dämonen beschworen, die an diesem abgelegenen Ort erscheinen sollen. Da sich noch kein Ungeheuer sehen lässt, sprechen beide gemeinsam erneut einen Zauber, um ihre Geister herbeizurufen und Renaud zu bezirzen (Duett: „Esprits de haine et de rage“). In einer Vision sieht Armide, wie sich Renaud dem Flussufer nähert. Sie zieht sich mit Hidraot zurück.
Szene 3. Am Ufer angekommen besingt der bezirzte Renaud die Schönheit der Natur (Renaud: „Plus j’observe ces lieux“). Er wird von Müdigkeit überwältigt und schläft ein.
Szene 4. Eine Najade, Nymphen, Hirten und Schäferinnen erscheinen – es sind in Wirklichkeit die von Armide beschworenen Dämonen in verwandelter Gestalt. Sie tanzen, besingen das friedliche Leben und die Liebe und umwinden Renaud mit Blumengirlanden.
Szene 5. Armide sieht ihre Chance zur Rache gekommen und nähert sich mit einem Dolch dem schlafenden Renaud. Doch plötzlich wird sie erneut von Liebe zu ihm überwältigt. Ihr Zorn verfliegt. Aus Scham über ihr Unvermögen fordert sie ihre Dämonen auf, sich in Zephyre zu verwandeln und sie beide weit weg in die Wüste zu tragen (Armide: „Venez, venez, seconder mes désirs“).

### Dritter Akt
Eine Wüste

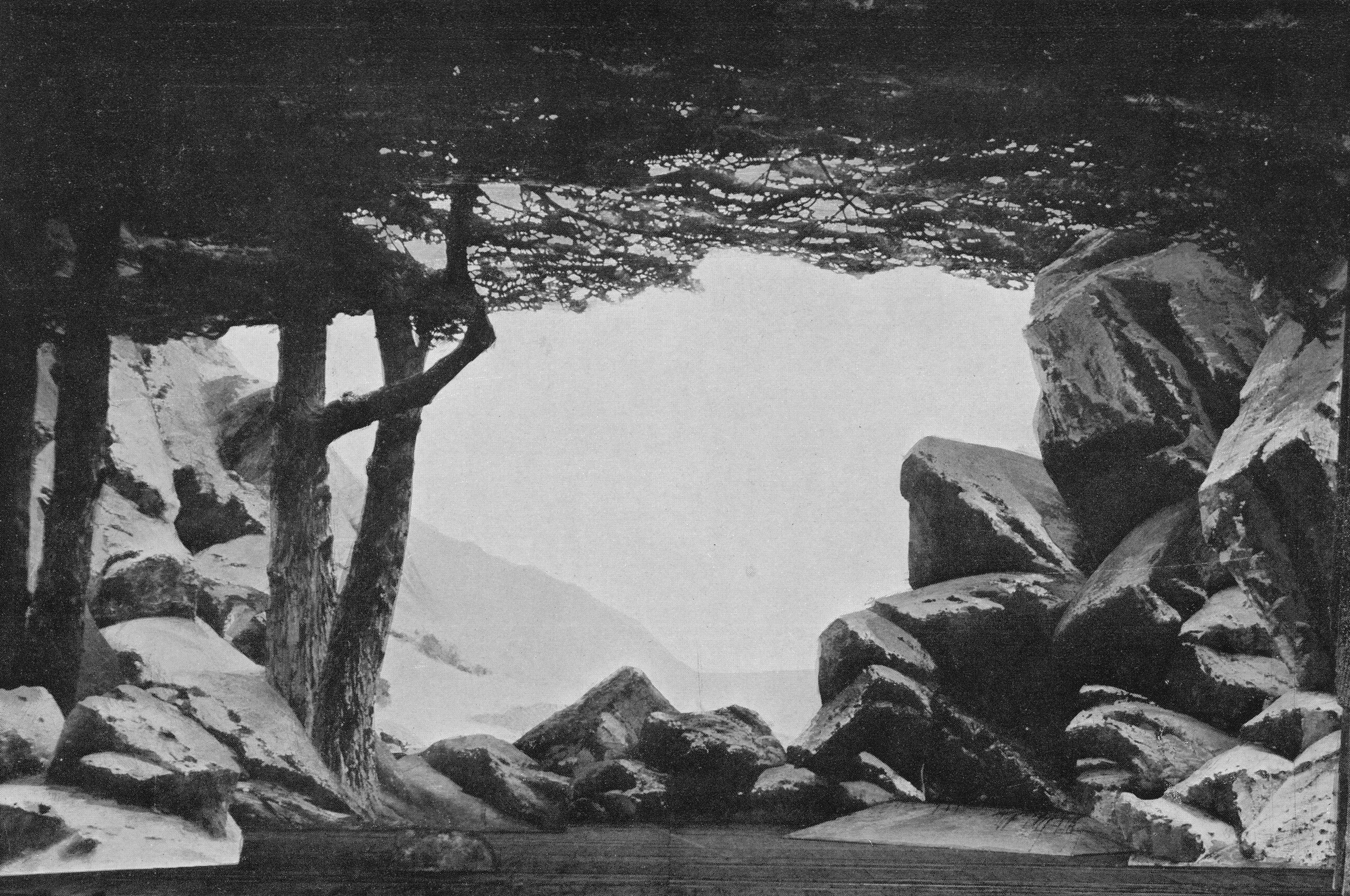
Bühnenbild des dritten Akts, Théâtre national de l’Opéra, 1905

Szene 1. Armide wird von Selbstzweifeln geplagt (Armide: „Ah! si la liberté me doit être ravie“).
Szene 2. Phénice, Sidonie bemühen sich, ihre Herrin zu trösten. Schließlich befindet sich Renaud jetzt in ihrer Gewalt und muss ihrem Liebeszauber erliegen. Doch Armide kann sich mit erzwungener Liebe nicht zufriedengeben. Sie beschließt, ihre Liebe durch Hass zu ersetzen (Armide: „De mes plus doux regards Renaud sut se défendre“).
Szene 3. Wieder allein, ruft Armide La Haine, die Furie des Hasses, herbei, um ihre Liebe zu vertreiben (Armide: „Venez, venez, Haine implacable!“).
Szene 4. La Haine erscheint mit ihrem Gefolge. Sie erfüllt gerne Armides Wunsch, die Liebe in ihrem Herzen zu vernichten. Doch als die Beschwörung (ein Furientanz) in vollem Gange ist, ruft Armide Einhalt, da sie sich anders besonnen hat. La Haine fühlt sich von ihr verhöhnt und schwört, ihr nie wieder zu Hilfe zu kommen. Amor werde sie ins Verderben führen (La Haine und Chor: „Suis l’Amour, puisque tu le veux“).
Szene 5. Nachdem die Furien entschwunden sind, ruft die erschrockene Armide Amor um Hilfe an.

### Vierter Akt
Dieselbe Einöde, deren Abgründe sich öffnen; danach Verwandlung in eine liebliche Landschaft
Szene 1. Ubalde und der dänische Ritter wurden von Godefroi ausgesandt, um Renaud aus den Fängen Armides zu befreien. Ubalde hat, um ihren Zauberkräften zu entgehen, von einem Magier einen diamantenen Schild und ein goldenes Zepter erhalten. Der dänische Ritter trägt einen Degen, den er Renaud übergeben soll. Nebel erhebt sich und verteilt sich in der Wüste des dritten Akts. Verschiedene Ungeheuer stellen sich den beiden entgegen, doch Ubalde kann sie mit seinem Zepter vertreiben. Auch der Nebel verschwindet. Die Wüste verwandelt sich in eine liebliche Landschaft. Sie sind zuversichtlich, Renaud zu finden und für den Kreuzzug zurückgewinnen zu können.
Szene 2. Ein Dämon erscheint in der Gestalt Lucindes, der Geliebten des dänischen Ritters, und versucht diesen zu betören. Der dänische Ritter kann sich von ihr nicht losreißen und ignoriert alle Warnungen Ubaldes. Doch als dieser sie mit dem goldenen Zepter berührt, verschwindet sie auf der Stelle.
Szene 3. Ubalde versichert dem dänischen Ritter, dass die Erscheinung nur ein Trugbild war. Er selbst glaubt sich vor derartigen Verirrungen sicher, da er seine Geliebte verlassen hat, um sich ganz dem Ruhm zu widmen.
Szene 4. Ein Dämon in der Gestalt von Ubaldes ehemaliger Geliebter Melisse erscheint. Diesmal ignoriert Ubalde die Warnungen des dänischen Ritters. Dieser entreißt ihm den Zepter, berührt Melisse und vertreibt sie so. Die beiden Ritter beschließen, in Zukunft vorsichtiger zu sein und sich zu beeilen, den Palast Armides zu erreichen (Duett: „Fuyons les douceurs dangereuses“).

### Fünfter Akt
Der verzauberte Palast Armides

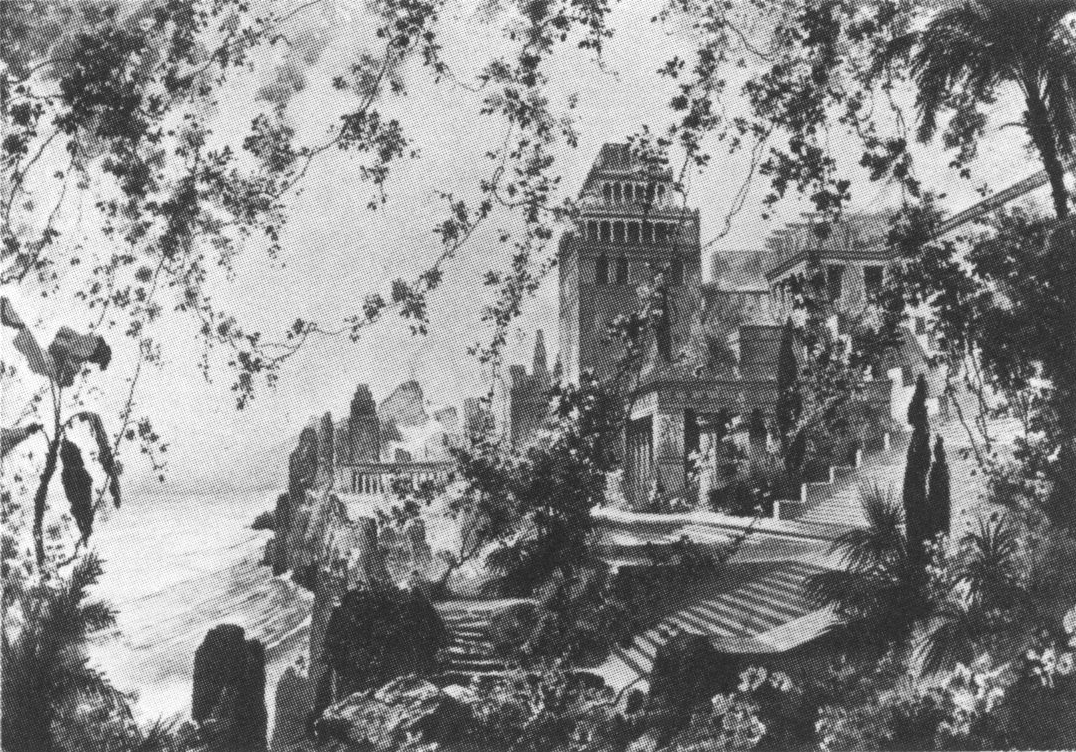
Bühnenbildentwurf zum fünften Akt, Maifestspiele, Wiesbaden 1902

Szene 1. Renaud ist Armide nun völlig verfallen. Unbewaffnet, mit Blumengirlanden geschmückt, hält er sich in ihrem Palast auf. Doch Armide wird von bösen Vorahnungen geplagt. Sie macht sich auf den Weg in die Unterwelt, um dort Rat zu suchen. Während ihrer Abwesenheit sollen die Genien der Freude ihren Geliebten unterhalten.
Szene 2. Die Genien der Freude und Chöre seliger Liebender erscheinen zu einem Divertissement. Umrahmt von zwei Chaconnes reihen sich verschiedene Tänze, Arien und Chöre aneinander. Doch Renaud zieht die Einsamkeit vor, solange seine Geliebte nicht bei ihm ist (Renaud: „Allez, éloignez-vous de moi“). Die Genien und Chöre ziehen sich zurück.
Szene 3. Ubalde und der dänische Ritter haben ihr Ziel erreicht und treffen Renaud allein an. Nachdem Ubalde ihm den Diamantschild vor die Augen gehalten hat, verfliegt seine Verzauberung. Sie teilen ihm mit, dass ihr Heerführer ihn zurück zum Kampf rufe. Renaud reißt die Blumengirlanden herunter und erhält den Diamantschild von Ubalde und den Degen vom dänischen Ritter. Er ist bereit zur Abreise.

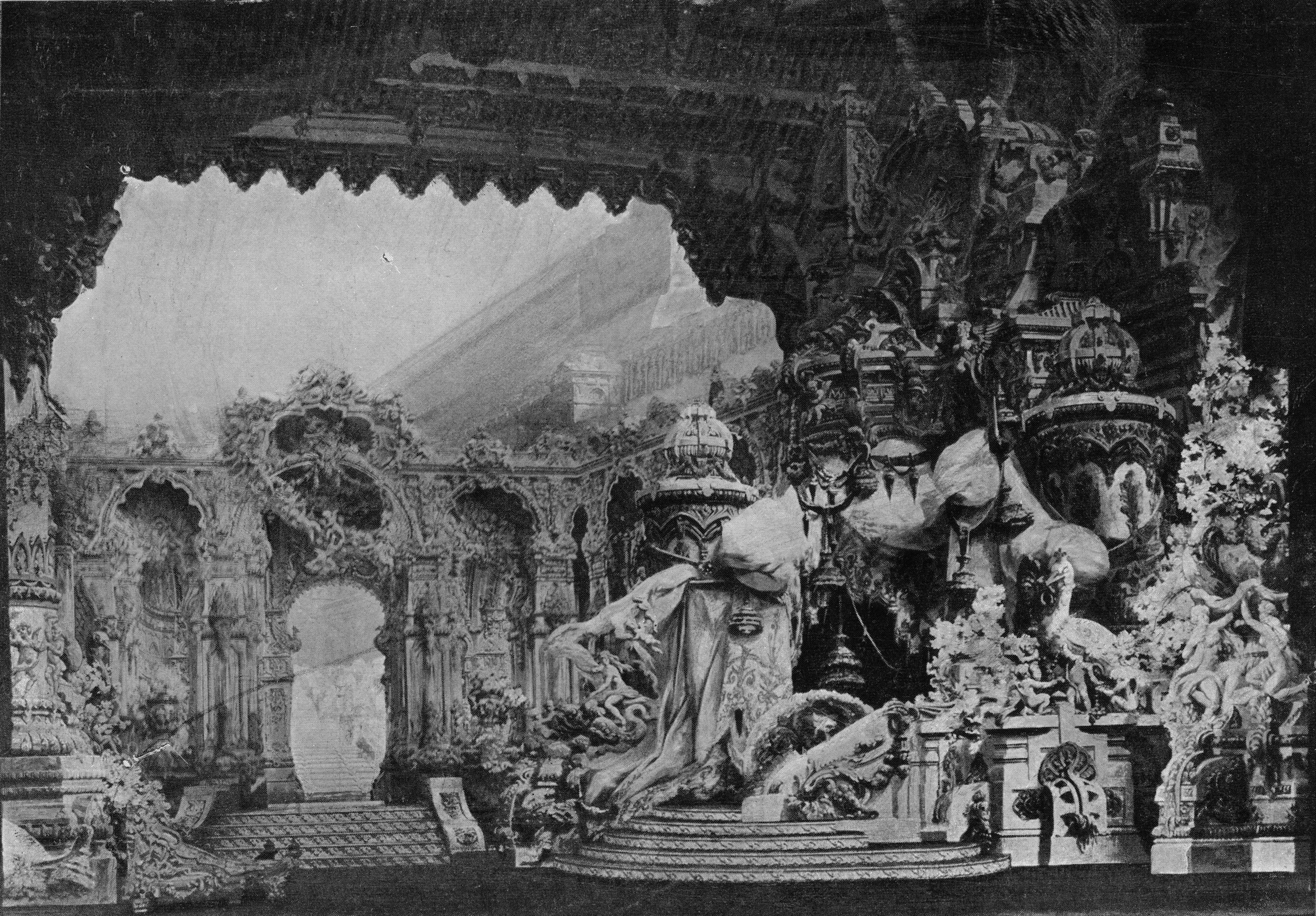
Bühnenbild des fünften Akts, Théâtre national de l’Opéra, 1905

Szene 4. Bevor die drei den Palast verlassen können, kehrt Armide zurück. Sie fleht Renaud an, zu bleiben, oder sie wenigstens als Gefangene mitzunehmen (Armide: „Renaud! Ciel! O mortelle peine!“). Doch Renaud ist fest entschlossen, seine Pflicht wieder aufzunehmen. Er versichert ihr lediglich, dass er ihrer ewig gedenken werde. Nun verlegt sich Armide auf Drohungen, aber auch diese bewirken nichts mehr. Nach einem letzten Ausdruck des Bedauerns (Renaud: „Trop malheureuse Armide, Que ton destin est déplorable“) verlässt Renaud mit seinen Gefährten den Zauberpalast.
Szene 5. Armide ist allein zurückgeblieben. Nach einer Klage über den Verlust Renauds erinnert sie sich an die Prophezeiung La Haines. Nun bleibt ihr nur noch die Rache. Verzweifelt befiehlt sie ihren Furien und Dämonen, den Zauberpalast niederzureißen. Anschließend entfernt sie sich in einem fliegenden Wagen.

## Gestaltung

### Instrumentation
Die Orchesterbesetzung der Oper enthält die folgenden Instrumente:
- Holzbläser: zwei Flöten, zwei Oboen, zwei Klarinetten, zwei Fagotte
- Blechbläser: zwei Hörner, zwei Trompeten
- Pauken
- Streicher

### Musiknummern
Die Oper enthält die folgenden Musikstücke:
Erster Akt
Szene 1
- Ouverture
  - Moderato; für Violinen I/II, Viola, Violoncello, Kontrabass; Solo-Flöte, zwei Oboen, zwei Klarinetten, zwei Fagotte; zwei Hörner, zwei Posaunen; Pauken
  - Allegro
- Duett (Phénice, Sidonie): „Dans un jour de triomphe“ – Andante; für Violinen I/II, Viola, Violoncello, Kontrabass; zwei Oboen, zwei Fagotte
- Arie (Armide): „Je ne triomphe pas“ – Toujours bien marqué; für Violinen I/II, Viola, Violoncello, Kontrabass
- Duett (Sidonie, Phénice): „Qu’importe qu’un captif“ – Allegro; für Violinen I/II, Viola, Violoncello, Kontrabass; Solo-Oboe
- Arie (Armide): „Les enfers ont prédit“ – für Violinen I/II, Viola, Violoncello, Kontrabass; zwei Oboen; zwei Hörner
- Rezitativ (Armide): „Un songe affreux m’inspire“
- Arie (Sidonie): „Vous troublez-vous“ – für Violinen I/II, Viola, Violoncello, Kontrabass

Szene 2
- Introduktion und Rezitativ (Hidraot): „Armide, que le sang“ – für Violinen I/II, Viola, Violoncello, Kontrabass; zwei Oboen, zwei Fagotte; zwei Hörner, zwei Posaunen; Pauken
- Arie (Hidraot): „Je vois de près la mort“ – Andante; für Violinen I/II, Viola, Violoncello, Kontrabass; zwei Hörner
- Arie (Armide): „La chaîne de l’Hymen“ – Andante; für Violinen I/II, Viola, Violoncello, Kontrabass
- Arie (Hidraot): „Pour vous quand il vous plaît“ – Tempo giusto; für Violinen I/II, Viola, Violoncello, Kontrabass; zwei Oboen, zwei Fagotte
- Rezitativ (Armide): „Contre mes ennemies“
- Arie (Armide): „Si je dois m’engager un jour“ – Maestoso; für Violinen I/II, Viola, Violoncello, Kontrabass

Szene 3
- Chor und Solo (Hidraot, Koryphäen, Volk von Damaskus): „Armide est encor plus aimable“ – Andantino; für Violinen I/II, Viola, Violoncello, Kontrabass; zwei Oboen, zwei Klarinetten, zwei Fagotte; zwei Hörner, zwei Posaunen; Pauken
- Chor und Soli (Volk von Damaskus, Phénice, Sidonie): „Suivons Armide, et chantons“ – „Nos ennemies“ – für Violinen I/II, Viola, Violoncello, Kontrabass; zwei Oboen, zwei Klarinetten, zwei Fagotte; zwei Hörner, zwei Posaunen; Pauken
  - „Nos ennemies, affaiblis et troublés“ – für Violinen I/II, Viola, Violoncello, Kontrabass; Solo-Oboe
- Ballett: Andante – für Violinen I/II, Viola, Violoncello, Kontrabass; zwei Oboen, zwei Fagotte
- Soli und Chor (Sidonie, Volk von Damaskus, Phénice): „Que la douceur d’un triomphe“ – für Violinen I/II, Viola, Violoncello, Kontrabass; zwei Flöten, zwei Oboen, zwei Fagotte; zwei Hörner
  - „Nous n’avons point fait armer nos soldats“

Szene 4
- Chor und Soli (Aronte, Armide, Hidraot, Sidonie, Phénice, Volk von Damaskus): „O ciel! ô disgrâce cruelle“ – für Violinen I/II, Viola, Violoncello, Kontrabass; Flöte I/II, zwei Oboen, zwei Klarinetten, zwei Fagotte; zwei Hörner
- Chor und Solochor (Armide, Sidonie, Phénice, Hidraot, Aronte, Volk von Damaskus): „Poursuivons jusqu’au trépas“ – Moderato; für Violinen I/II, Viola, Violoncello, Kontrabass; zwei Flöten, zwei Oboen, zwei Klarinetten, zwei Fagotte; zwei Hörner

Zweiter Akt
Szene 1
- Introduktion und Rezitativ (Artémidore, Renaud): „Invincible héros“ – Andante; für Violinen I/II, Viola, Violoncello, Kontrabass
- Arie (Renaud): „Le repos me fait violence“ – Maestoso; für Violinen I/II, Viola, Violoncello, Kontrabass; zwei Hörner
- Duett (Artémidore, Renaud): „Fuyez les lieux où règne Armide“ – für Violinen I/II, Viola, Violoncello, Kontrabass
- Arie (Renaud): „J’aime la liberté“ – für Violinen I/II, Viola, Violoncello, Kontrabass; zwei Hörner

Szene 2
- Introduktion und Rezitativ (Hidraot): „Arrêtons-nous ici“ – Maestoso; für Violinen I/II, Viola, Violoncello, Kontrabass; zwei Oboen, zwei Fagotte; zwei Hörner
- Duett (Armide, Hidraot): „Esprits de haine“ – Andante; für Violinen I/II, Viola, Violoncello, Kontrabass; zwei Oboen, zwei Klarinetten, zwei Fagotte
- Rezitativ (Armide, Hidraot): „Dans le piège fatal“

Szene 3
- Arie (Renaud): „Plus j’observe ces lieux“ – Andante; für Violinen I/II, Viola, Violoncello, Kontrabass; Solo-Flöte, Solo-Oboe, Solo-Klarinette, Solo-Fagott; zwei Hörner

Szene 4
- Terzett (la Naïade, première Coryphée, seconde Coryphée): „Au temps heureux où l’on sait plaire“ – Allegro; für Violinen I/II, Viola, Violoncello, Kontrabass; zwei Flöten, zwei Oboen, zwei Klarinetten, Fagott; zwei Hörner
- Chor mit Tanz (Nymphen und Hirten): „Ah! quelle erreur!“ – für Violinen I/II, Viola, Violoncello, Kontrabass; (Fagott)
- Ballett: Moderato – für Viola I/II, zwei Oboen, zwei Klarinetten, zwei Fagotte; zwei Hörner
- Andante – für Violinen I/II, Viola, Violoncello, Kontrabass; zwei Hörner
- Arie (une Bergère): „On s’étonnerait moins“ – Andante; für Violinen I/II, Viola, Violoncello, Kontrabass; Solo-Fagott
- Chor mit Tanz (Nymphen und Hirten): „Ah! quelle erreur!“ – für Violinen I/II, Viola, Violoncello, Kontrabass; (Fagott)

Szene 5
- Introduktion und Rezitativ (Armide): „Enfin, il est en ma puissance“ – Spiritoso; für Violinen I/II, Viola, Violoncello, Kontrabass
- Arie (Armide): „Ah! quelle cruauté“ – Grazioso con espressione; für Violinen I/II, Viola, Violoncello, Kontrabass; zwei Klarinetten, Solo-Fagott; zwei Hörner
- Arie (Armide): „Venez, secondez mes désirs“ – Andante; für Violinen I/II, Viola, Violoncello, Kontrabass; Solo-Flöte, zwei Oboen, zwei Fagotte

Dritter Akt
Szene 1
- Arie (Armide): „Ah! si la liberté“ – Andante con espressione; für Violinen I/II, Viola, Violoncello, Kontrabass; Solo-Oboe

Szene 3
- Duett und Rezitativ (Phénice, Sidonie, Armide): „Que ne peut point votre art?“ – Allegro; für Violinen I/II, Viola, Violoncello, Kontrabass
- Arie (Armide): „De mes plus doux regards“ – Moderato; für Violinen I/II, Viola, Violoncello, Kontrabass; zwei Klarinetten, zwei Fagotte; zwei Hörner
- Terzett (Phénice, Sidonie, Armide): „Que votre art serait beau!“ – für Violinen I/II, Viola, Violoncello, Kontrabass

Szene 3
- Arie (Armide): „Venez, venez, Haine implacable“ – Moderato; für Violinen I/II, Viola, Violoncello, Kontrabass; zwei Oboen, zwei Fagotte; zwei Hörner

Szene 4
- Rezitativ (La Haine): „Je répons à tes vœux“
- Arie und Chor (La Haine, Gefolge von La Haine): „Plus on connaît l’Amour“ – Allegro; für Violinen I/II, Viola, Violoncello, Kontrabass; zwei Oboen, zwei Klarinetten, zwei Fagotte; zwei Hörner
- Ballett: Andante – für Violinen I/II, Viola, Violoncello, Kontrabass
- Arie und Chor (La Haine, Gefolge von La Haine): „Amour, sors pour jamais“ – Moderato; für Violinen I/II, Viola, Violoncello, Kontrabass; zwei Oboen; zwei Hörner, zwei Posaunen
- Ballett: Andante – für Violinen I/II, Viola, Violoncello, Kontrabass; zwei Oboen, (Fagott); zwei Hörner
- Chor und Soli (La Haine, Armide, Gefolge von La Haine): „Sors, sors du sein d’Armide“ – Moderato; für Violinen I/II, Viola, Violoncello, Kontrabass; zwei Oboen, zwei Klarinetten, zwei Fagotte; zwei Hörner
- Chor und Solo (La Haine, Gefolge von La Haine): „Suis l’Amour“ – Allegro; für Violinen I/II, Viola, Violoncello, Kontrabass; zwei Oboen, zwei Klarinetten, zwei Fagotte

Szene 5
- Arie (Armide): „Oh ciel!“ – (Lento); für Violinen I/II, Viola, Violoncello, Kontrabass; Solo-Oboe

Vierter Akt
Szene 1
- Duett (Chevalier Danois, Ubalde): „Nous ne trouvons partout“ – Allegro; für Violinen I/II, Viola, Violoncello, Kontrabass; zwei Oboen, zwei Klarinetten, zwei Fagotte
- Rezitativ (Chevalier Danois): „Allons chercher Renaud“
- Duett (Ubalde, Chevalier Danois): „Redoublons nos soins“ – Andante; für Violinen I/II, Viola, Violoncello, Kontrabass; zwei Oboen; zwei Hörner
- Rezitativ (Ubalde, Chevalier Danois): „On voit d’ici“ – für Violinen I/II, Viola, Violoncello, Kontrabass

Szene 2
- Arie und Chor (Lucinde, Dämonen): „Voici la charmante retraite“ – (Andantino); für Violinen I/II, Viola, Violoncello, Kontrabass; Flöte, zwei Klarinetten, (Fagott); zwei Hörner
- Musette – Andante; für Violinen I/II, Viola, Violoncello, Kontrabass; zwei Fagotte
- Second Air de ballet – für Violinen I/II, Viola, Violoncello, Kontrabass
- Rezitativ (Ubalde, Chevalier Danois): „Allons, qui vous retient encore?“
- Solo und Chor (Lucinde, Dämonen): „Jamais dans ces beaux lieux“ – Grazioso; für Violinen I/II, Viola, Violoncello, Kontrabass; zwei Flöten, zwei Oboen, zwei Klarinetten, zwei Fagotte; zwei Hörner
- Terzett (Lucinde, Chevalier Danois, Ubalde): „Enfin je vois l’amant“ – Affettuoso; für Violinen I/II, Viola, Violoncello, Kontrabass; zwei Oboen, zwei Fagotte

Szene 3
- Duett (Chevalier Danois, Ubalde): „Je tourne en vain les yeux“ – für Violinen I/II, Viola, Violoncello, Kontrabass; zwei Flöten, zwei Oboen, zwei Klarinetten, zwei Fagotte

Szene 4
- Terzett (Mélisse, Ubalde, Chevalier Danois): „D’où vient que vous vous détournez“ – für Violinen I/II, Viola, Violoncello, Kontrabass; zwei Oboen, zwei Klarinetten, zwei Fagotte
- Duett (Ubalde, Chevalier Danois): „Fuyons les douceurs dangereuses“ – Allegro; für Violinen I/II, Viola, Violoncello, Kontrabass; zwei Oboen, zwei Klarinetten, zwei Fagotte; zwei Hörner

Fünfter Akt
Szene 1
- Introduktion und Rezitativ (Renaud, Armide): „Armide, vous m’allez quitter!“ – Doux avec expression; für Violinen I/II, Viola, Violoncello, Kontrabass; zwei Oboen, zwei Fagotte
- Duett (Renaud, Armide): „D’une vaine terreur“ – Andante; für Violinen I/II, Viola, Violoncello, Kontrabass
- Duett (Armide, Renaud): „Aimons-nous“ – Andante; für Violinen I/II, Viola, Violoncello, Kontrabass
- Rezitativ (Armide): „Témons de notre amour extrême“

Szene 2
- Ballett: Chaconne – Grazioso; für Violinen I/II, Viola, Violoncello, Kontrabass; zwei Flöten, zwei Oboen, zwei Klarinetten, zwei Fagotte; zwei Hörner
- Solo und Chor (un Plaisir, Plaisirs): „Les Plaisirs ont choisi pour asile“ – Dolce; für Violinen I/II, Viola, Violoncello, Kontrabass; Solo-Fagott
- Ballett: Grazioso – für Violinen I/II, Viola, Violoncello, Kontrabass; zwei Klarinetten
- Solo und Chor (un Plaisir, Plaisirs): „C’est l’Amour qui retient dans ses chaînes“ – Grazioso, Moderato; für Violinen I/II, Viola, Violoncello, Kontrabass; Solo-Flöte, Solo-Oboe, Solo-Klarinette, Solo-Fagott
- Ballett: Gracieux – für Violinen I/II, Viola, Violoncello, Kontrabass; Solo-Fagott
- Air sicilien – Avec beaucoup d’expression; für Violinen I/II, Viola Violoncello; Solo-Flöte
- Solo und Chor (un Plaisir, Plaisirs): „Jeunes cœurs“ – für Violinen I/II, Viola, Violoncello, Kontrabass; zwei Hörner
- Ballett: Chaconne – für Violinen I/II, Viola, Violoncello, Kontrabass; zwei Flöten, zwei Oboen, zwei Klarinetten, (Fagott); zwei Hörner
- Arie (Renaud): „Allez, éloignez-vous de moi“ – Andante; für Violinen I/II, Viola, Violoncello, Kontrabass; (Solo-Oboe), (Fagott); Cor. solo

Szene 3
- Rezitativ (Ubalde, Renaud): „Il est seul“
- Terzett (Ubalde, Renaud, Chevalier Danois): „Notre Général“ – Adagio; für Violinen I/II, Viola, Violoncello, Kontrabass; zwei Hörner, zwei Posaunen; Pauken

Szene 4
- Rezitativ (Armide, Renaud): „Renaud! Ciel!“ – für Violinen I/II, Viola, Violoncello, Kontrabass; zwei Oboen, zwei Fagotte
- Terzett (Chevalier Danois, Ubalde, Renaud): „Il faut partir“ – (Allegro); für Violinen I/II, Viola, Violoncello, Kontrabass

Szene 5
- Arie (Armide): „Le perfide Renaud me fuit“ – Moderato; für Violinen I/II, Viola, Violoncello, Kontrabass; Solo-Flöte, zwei Oboen, zwei Klarinetten; zwei Hörner, zwei Posaunen; Pauken
- Rezitativ und Solo (Armide): „Quand le barbare“ – für Violinen I/II, Viola, Violoncello, Kontrabass

### Musik
Gluck deutete den Verlauf der Handlung anders als Lully. Während die frühere Vertonung des Texts den Schwerpunkt auf die Überwindung der Zauberkünste Armides durch die Kreuzritter legte, betrachtete Gluck vor allem das Seelenleben der Titelheldin. Da der Text beider Fassungen identisch ist, erreichte er dies ausschließlich durch musikalische Mittel. Armide ist die einzige seiner späten Opern mit einem tragischen Ende. Weitere Besonderheiten sind die Fülle von Theatereffekten und Tanzszenen sowie die abwechslungsreiche Handlung. Crolls Gluck-Biografie bezeichnet die Oper als ein „kontrastreiches, überaus farbiges Tongemälde“, das „die charakteristischen Merkmale aller beteiligten Personen, ihrer Stimmungen und des jeweiligen Umfeldes zum Ausdruck bringt, ohne jemals den Kern und den konsequenten Verlauf des Dramas außer Acht zu lassen“.:216 Gluck selbst schrieb in einem Brief vom Sommer 1776, dass er versucht habe, „mehr Maler und Poet als Musiker“ zu sein.
Es gibt in Armide nur wenige in sich abgeschlossene größere Musiknummern. Die Oper besteht vorwiegend aus kürzeren Arien, Ariosi und Rezitativen. Der Charakter Armides ist wesentlich in den beiden letzteren Formen dargestellt. Im Zentrum des Werks steht ein großer zusammenhängender Abschnitt, in dem Armide mit La Haine und den Dämonen zusammentrifft. Dieser besteht aus verschiedenen Soli, Chorszenen und einer pantomimischen Beschwörung. Um Armide nach dem Fluch La Haines nicht völlig vernichtet zurückzulassen, ließ Gluck vier zusätzliche Verse einfügen. Robert Maschka schrieb im Handbuch der Oper über die Musik dieser Zeilen, in denen sich der wesentliche Unterschied zwischen Glucks und Lullys Deutung des Librettos zeigt: „Während in den mittleren Streicherstimmen ein pulsierender Ostinato-Rhythmus von den Nachwirkungen des Hasses in Armides Seele einen Eindruck gibt, findet die Titelheldin erst nach verstörtem Stammeln wieder zur sanglichen Linie zurück, so daß die melodische Abrundung zum Spiegel für Armides wiedergewonnene innere Fassung wird“.
Gluck hielt Armide für die beste seiner Opern. Er schrieb, dass es ihm hier gelungen sei, den Ausdruck der einzelnen Charaktere so weit zu differenzieren, dass man sofort erkennen könne, ob Armide oder jemand anderes singe. Dies gilt bereits für die Eröffnungsszene, in der sich die lyrische tänzerische Musik der beiden Vertrauten Phénice und Sidonie deutlich von der kriegerischen Musik Armides absetzt. Hidraot ist würdevoll und entschlossen; Renaud und die übrigen Ritter durch einen heroischen, gelegentlich kantablen Stil gekennzeichnet. Die äußerst differenziert dargestellte Gestalt der Armide dominiert jedoch das Werk und degradiert alle anderen Figuren zu Typen. Lediglich Renaud ist eine größere Arie gewidmet. Diese, „Plus j’observe ces lieux“ (zweiter Akt, Szene 3), stellt den durch die Soloflöte suggerierten Gesang der Vögel dem in Achtelnoten dahinströmenden Fluss der gedämpften Violinen gegenüber. Armides Flug am Ende des zweiten Akts wird von Sechzehntel-Triolen der Flöte und Violinen, den synkopierten geteilten Violen und einer darüberliegenden Solo-Oboe begleitet. Das Liebesduett im fünften Akt gehört zu Glucks leidenschaftlichsten Musikstücken, und auch die Schlussszene der Oper zählt zu seinen besten Werken. Nach dem letzten Konflikt zwischen Armide und Renaud endet die Oper mit einem „abklingende[n] Nachspiel mit einem gespenstischen D-Dur-Klang, der keinen lautstarken Beifall herausfordert, sondern das Auditorium betroffen seinen Gedanken überlässt“ (Croll).:217

## Werkgeschichte
Mit Armide, der fünften seiner für Paris komponierten Opern, orientierte sich Gluck an der französischen Tradition Jean-Baptiste Lullys und Jean-Philippe Rameaus. Besonders deutlich wird dies daran, dass er wortgenau ein Libretto von Philippe Quinault nutzte, das Lully selbst bereits gut 90 Jahre zuvor vertont und 1686 zur Uraufführung gebracht hatte. Lullys Oper Armide galt als eine Art französischer Nationaloper und war noch 1764 gespielt worden – eine der Aufführungen oder Proben dazu könnte Gluck gesehen haben.:215 Das Libretto basiert auf einer Episode aus Tassos Epos La Gerusalemme liberata von 1575. Den Stoff kannte Gluck bereits seit spätestens 1761 durch eine populäre Aufführung von Tommaso Traettas Armida in Wien.:215
Von Quinaults Libretto strich Gluck lediglich den Prolog und ergänzte vier Verse in der vierten Szene des dritten Akts. Diese stammen von François-Louis Gand Le Bland Du Roullet, dem Librettisten seiner vorherigen Opern Iphigénie en Aulide und Alceste. Außerdem tauschten an wenigen Stellen Armides Dienerinnen bzw. Ubalde und der dänische Ritter den Text.
Wie aus seinen Briefen hervorgeht, stellte Gluck erste Vorüberlegungen im November 1775 an. Die Komposition beschäftigte ihn nahezu zwei Jahre, wobei der Großteil der Arbeit in die Zeit zwischen seiner Rückkehr aus Paris nach der Aufführung der Alceste 1776 und seiner nächsten Paris-Reise im Mai 1777 fiel. Er nutzte dabei viel Material aus früheren Arbeiten, insbesondere aus dem Telemaco von 1765 und dem Ballett Don Juan von 1761, doch tat er dies nicht aus Zeitnot, sondern weil er diese Stücke für die jeweiligen Situationen für besonders geeignet hielt. Er überarbeitete sie dementsprechend sorgfältig, um sie nahtlos mit der neu  komponierten Musik zu kombinieren.:218
Gluck hatte durchgesetzt, dass er für mindestens zwei Monate beliebig viele Probentermine ansetzen und die Darsteller für jede einzelne der zahlreichen Rollen bestimmen konnte. Eine weitere Bedingung war, dass für den Fall des Ausfalls eines der Sänger eine Alternativproduktion bereitgehalten würde: „Sonst behalte ich l’Armide mit Vernügen für mich, ich habe ihre Musik so gemacht, dass sie nicht so schnell veraltet.“ Dies führte zu Planungsschwierigkeiten, da einige der Sänger aus laufenden Produktionen abgezogen werden mussten.:221
Die Uraufführung am 23. September 1777 in der Académie Royale de musique in Paris fand im Beisein der Königin statt.:221 Es sangen Rosalie Levasseur (Armide), Mlle Lebourgeois (Phénice), Mlle Châteauneuf (Sidonie), Nicolas Gélin (Hidraot), Georges Durand (Aronte), Joseph Legros (Renaud), M. Thirot (Artémidore), Henri Larrivée (Ubalde), Étienne Lainez (Chevalier danois), Céleste Durancy (La Haine), Antoinette Cécile de Saint-Huberty (Melisse, Plaisir und Schäferin), Anne-Marie-Jeanne Gavaudan „l’aînée“ (Lucinde und Naïade). Die musikalische Leitung hatte Louis-Joseph Francur. Die Choreographie der Tänze stammte von Jean Georges Noverre. Zu den Tänzern zählten Gaetano Vestris und Pierre Gardel.
Da sich die Oper deutlich von den gewohnten Werken unterschied, reagierten Publikum und die ersten Zeitungsrezensenten zunächst mit Unsicherheit. Bald meldeten sich aber die Gegner Glucks im „Piccinnistenstreit“ wieder mit ihren alten Kritikpunkten zu Wort. Dieser Konflikt erreichte aufgrund der für das folgende Jahr vorgesehenen Aufführung von Niccolò Piccinnis Roland seinen Höhepunkt. Gleichzeitig blieb der Publikumsandrang hoch. Als Armide nach der 27. Vorstellung am 23. Januar 1778 zeitweise Piccinnis Oper weichen musste, berichteten die Mémoires secrets, dass sie bereits 106.000 Livres eingenommen hatten.:222 Gluck selbst schrieb am 16. November 1777 an die Baronin Anne von Fries in Wien über seine eigenen Eindrücke:

„Niemals ist eine schrecklichere, hartnäckigere Schlacht geschlagen worden als die, die ich mit meiner Oper Armide hervorgerufen habe. Die Kabalen gegen Iphigenie, Orphée und Alceste waren nichts als kleine Scharmützel leichter Truppen im Vergleich dazu. […] Der Streit wurde so hitzig, dass es nach Beleidigungen zu Tätlichkeiten gekommen wäre, hätten nicht gemeinsame Freunde für Ordnung gesorgt. Das täglich erscheinende Journal de Paris ist voll davon, der Herausgeber macht sein Glück damit, er hat schon 2500 Abonnenten in Paris. Da haben wir also die Revolution der Musik in Frankreich, in vollster Pracht? Die Enthusiasten sagen mir, ‚seien Sie glücklich, Monsieur, die Ehre der Verfolgung zu haben, die alle großen Genies durchstehen mussten‘, aber ich würde sie mit ihren schönen Reden gern zum Teufel schicken.“

Kostümbilder
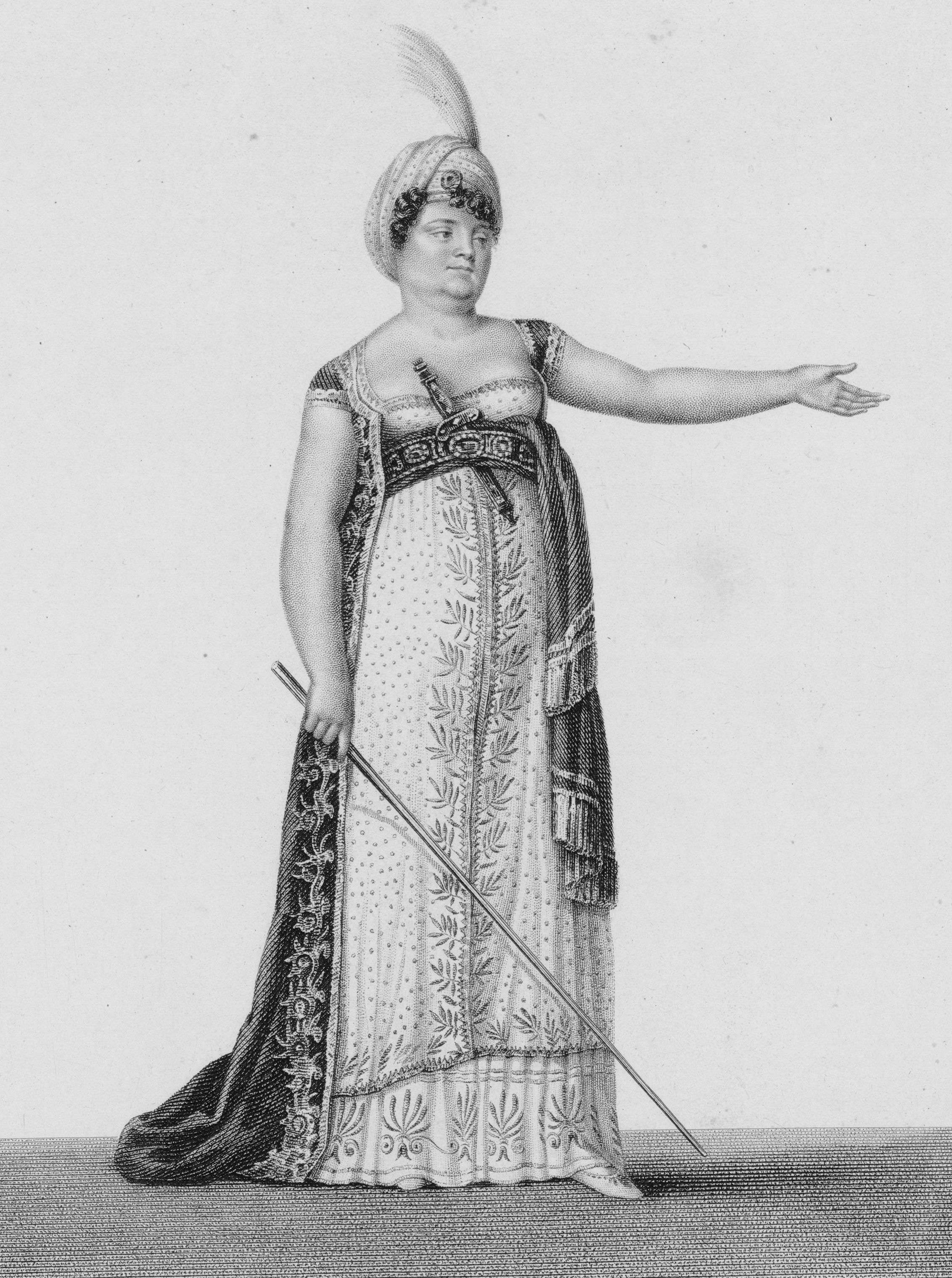
Marie-Thérèse Maillard (Armide), vor 1818
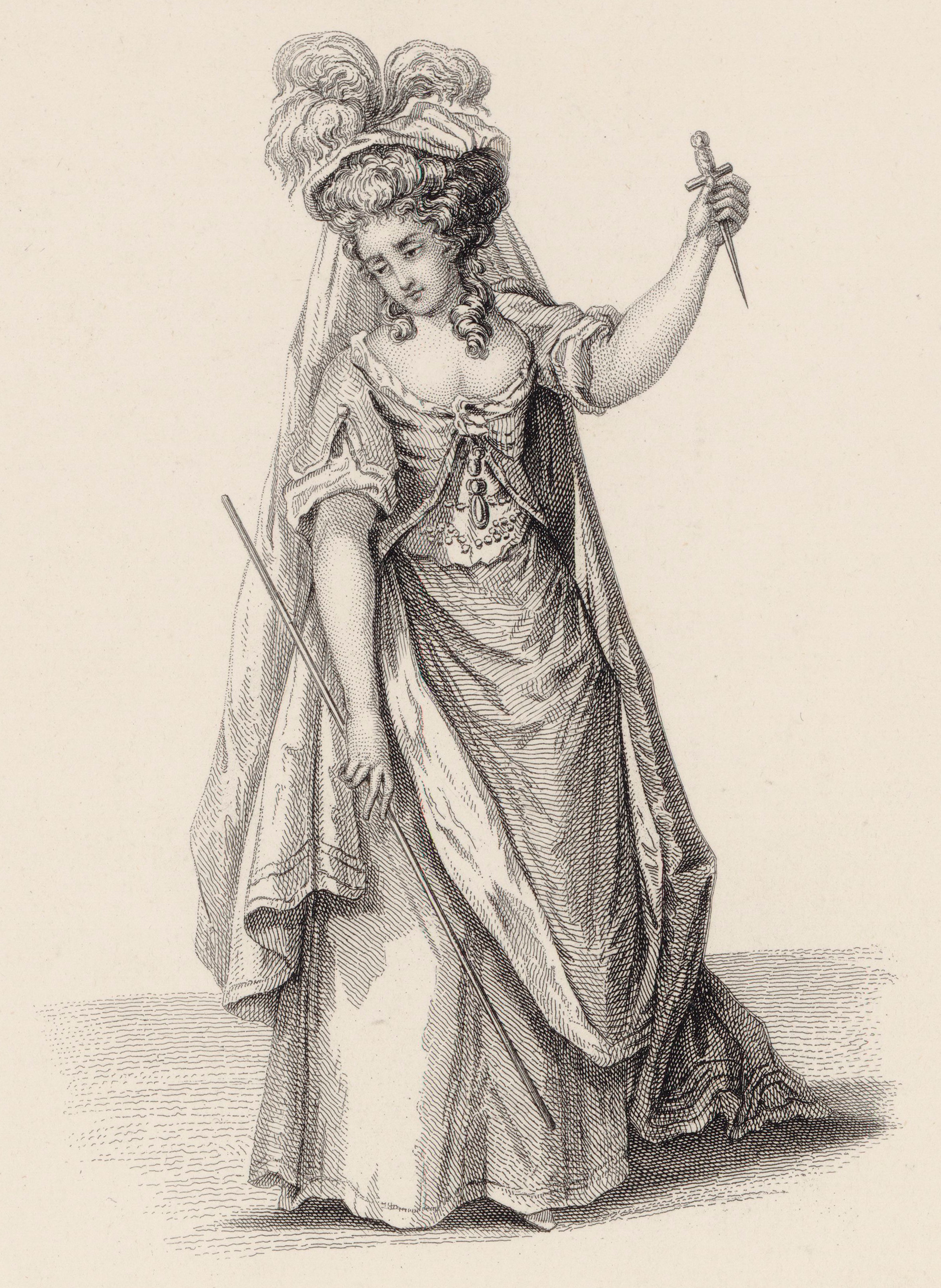
Marie-Thérèse Maillard (Armide), vor 1818
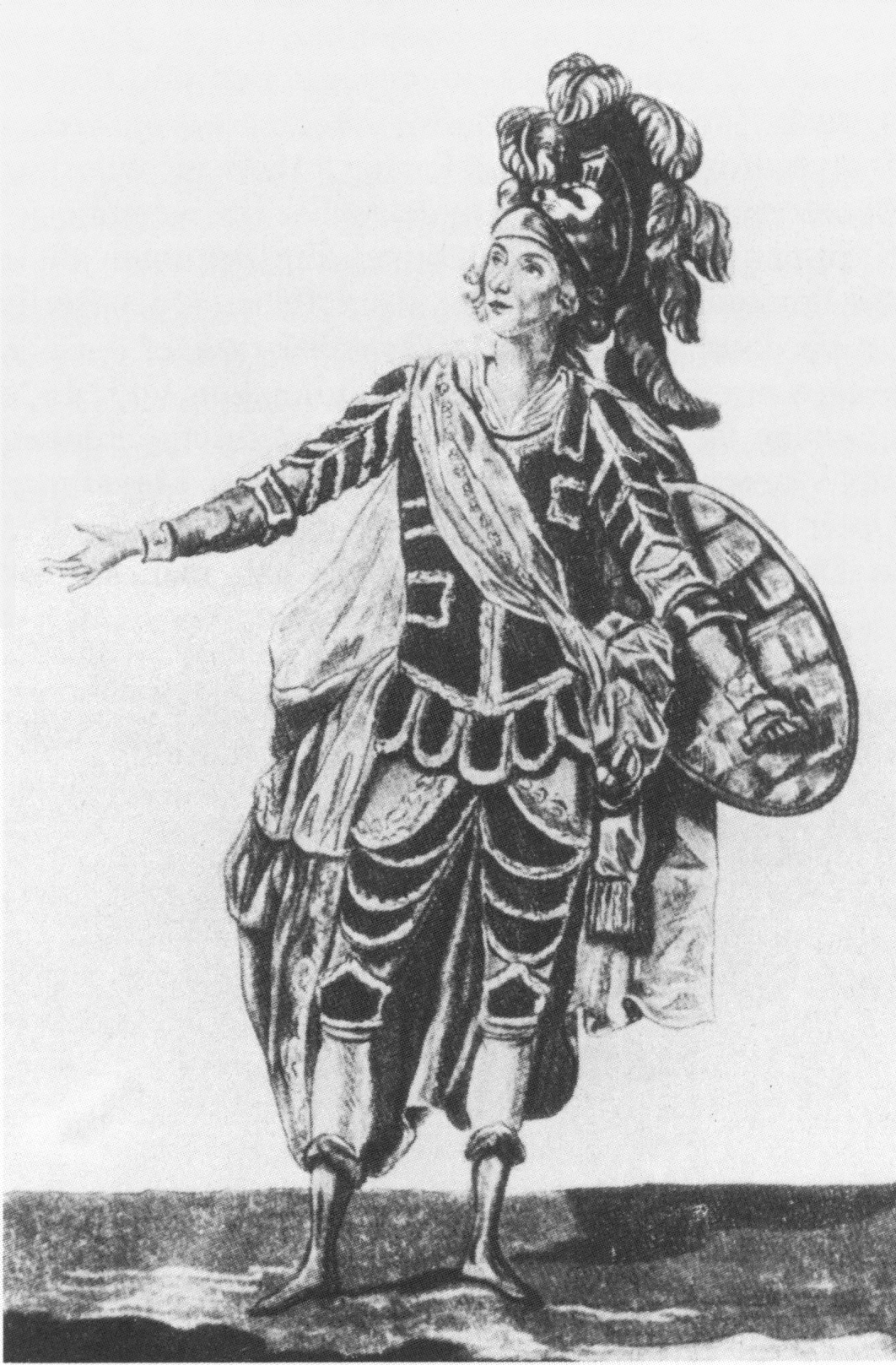
Jean-Joseph Rousseau (Renaud), Paris nach 1780
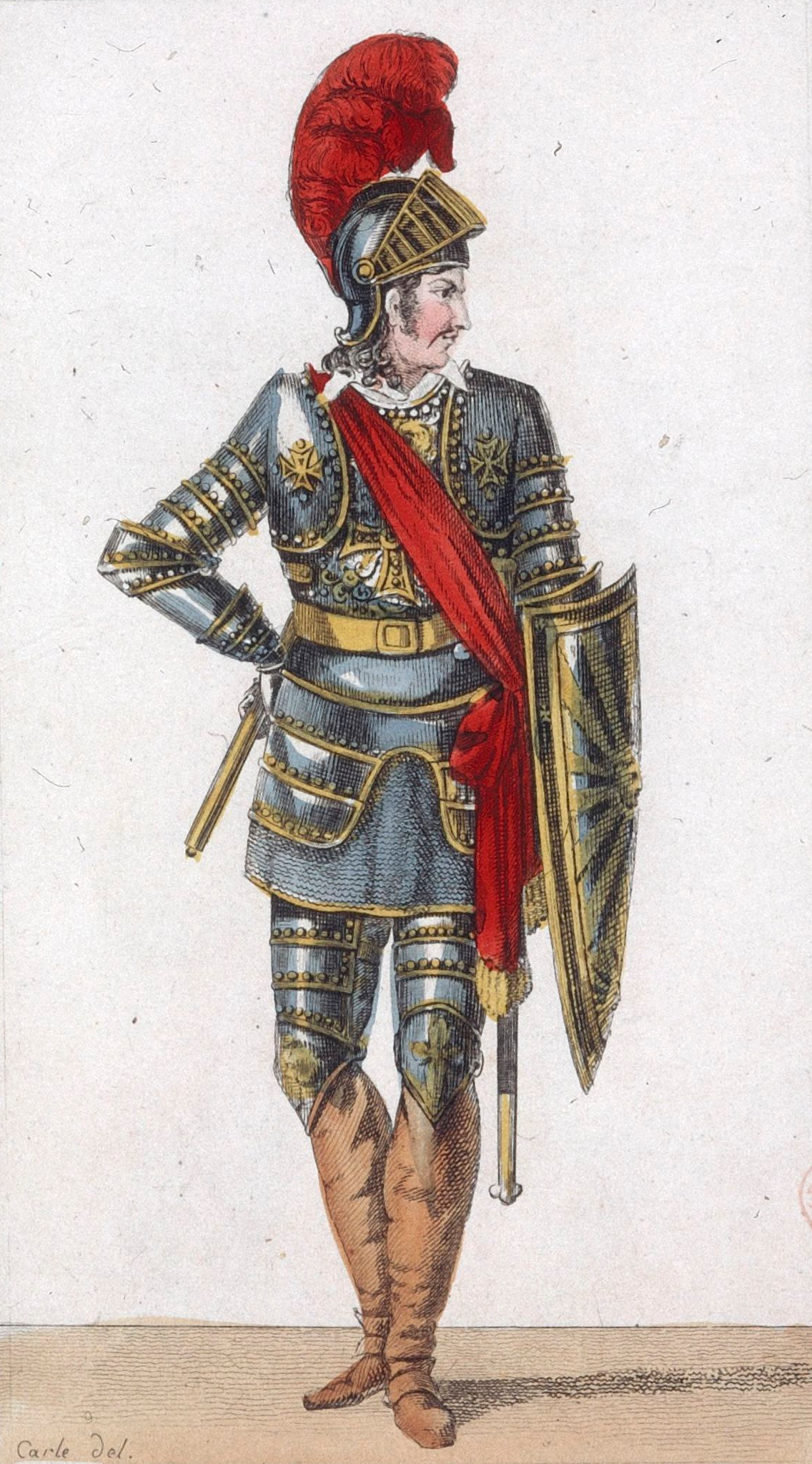
Henri-Étienne Dérivis (Ubalde), Paris 1811

In Paris hielt sich Armide zunächst bis 1837 im Programm. Schon bald erschienen die Parodien L’Opéra de Province (1777) und Madame Terrible (1778). Doch gab es im 18. Jahrhundert insgesamt nur wenige Aufführungen. Weitere Produktionen waren:
- 1779 Kopenhagen – unvollständige konzertante Aufführung
- 1782 Hannover – Italienisch
- 1783 Kassel
- 1787 Stockholm – mit Prolog von Georg Joseph Vogler
- 1805 Berlin – deutsche Übersetzung von Julius von Voß; Dirigent: Bernhard Anselm Weber
- 1808 Wien, Theater an der Wien
- 1808 Wien, Theater am Kärntnertor – Deutsch
- 1820 Berlin – mit Dekorationen von Karl Friedrich Schinkel
- 1843 Berlin – Dirigent: Giacomo Meyerbeer
- 1843 Dresden – Dirigent: Richard Wagner; mit Wilhelmine Schröder-Devrient (Armide)
- 1844 Paris – anlässlich der Französischen Industrieausstellung; mit 900 Interpreten; Dirigent: Hector Berlioz
- 1853 Karlsruhe – deutsche Übersetzung von Eduard Devrient mit Rezitativen von Joseph Strauss
- 1860 Norwich – konzertant
- 1866 Prag – Tschechisch
- 1877 Leipzig, Stadttheater
- 1880 Basel
- 1890 Neapel – italienische Erstaufführung
- 1902 Wiesbaden – „freie szenische und textliche Neubearbeitung“ mit musikalischen Ergänzungen von Josef Schlar im Rahmen der Maifestspiele
- 1905–1913 Paris – 340 Aufführungen; mit Lucienne Bréval (Armide)
- 1906–1928 London, Covent Garden – zehn Aufführungen, zunächst in französischer, 1928 in deutscher Sprache; mit Lucienne Bréval, Ema Destinová und Frida Leider als Armide
- 1910 New York, Metropolitan Opera – Dirigent: Arturo Toscanini; mit Olive Fremstad (Armide) und Enrico Caruso (Renaud)
- 1911 Mailand – Dirigent: Tullio Serafin; mit Eugenia Burzio (Armide)
- 1936 Falmoth und 1939 Glasgow – Englisch
- 1962 London – Drury Opera Players
- 1966 Schwetzingen – stark gekürzte deutsche Textbearbeitung von Hans Hartleb; Dirigent: Gerd Albrecht; mit Ingrid Bjoner (Armide)
- 1982 London, Christ Church Spitalfields – ungekürzte französische Fassung; Dirigent: Richard Hickox; Inszenierung: Wolf Siegfried Wagner; mit Felicity Palmer (Armide)
- 1986 Barcelona – mit Montserrat Caballé (Armide)
- 1999 Mailand – Dirigent: Riccardo Muti; Inszenierung: Pier Luigi Pizzi; mit Anna Caterina Antonacci (Armide)[5]
- 2016 Wiener Staatsoper – Dirigent: Marc Minkowski, Inszenierung: Ivan Alexandre; mit Gaëlle Arquez (Armide)[8]
- 2022 Paris, Opéra-Comique – Dirigent: Christophe Rousset, Inszenierung: Lilo Baur; mit Véronique Gens (Armide) und Ian Bostridge (Renaud)[9]

Im Jahr 1809 stellte E. T. A. Hoffmann Armide in das Zentrum seiner Erzählung Ritter Gluck.

## Aufnahmen
- 11. Juli 1958 (live, konzertant aus Turin; gekürzt): Mario Rossi (Dirigent), Chor und Orchestra Sinfonica Nazionale della RAI Torino. Anna de Cavalieri (Armide), Ester Orell (Phénice und Lucinde), Anna Moffo (Sidonie), Pierre Mollet (Hidraot), Giuliano Ferrein (Aronte), Mirto Picchi (Renaud), Alfredo Nobile (Artémidore), Renato Cesari (Ubalde), Tommaso Frascati (Chevalier danois), Jolanda Gardino (La Haine), Irene Gasperoni (Naïade). Melodram LP: MEL 154(3).[10]:5420
- 1958 (?): Umberto Cattini (Dirigent), Orchestra Angelicum di Milano, Coro Polifonico di Torino. Gloria Davy (Armida), Angela Arena (Sidonia), Giuseppe Zampieri (Rinaldo), Maria Teresa Mandalari (La furia), Lidia Cerutti (Lucinda). Angelicum LPA 1009 (1 LP).[11]
- 10. August 1974 (live, konzertant aus Neapel): Wilfried Boettcher (Dirigent), Chor und Orchestra „Alessandro Scarlatti“ della RAI di Napoli. Viorica Cortez (Armide), Nucci Condò (Phénice), Jane Marsh (Sidonie), Siegmund Nimsgern (Hidraot und Ubalde), Mario Chiappi (Aronte), Jean Dupouy (Renaud), Osvaldo Allemanno (Artémidore), Ezio di Cesare (Chevalier danois), Hristina Angelakova (La Haine), Nicoletta Panni (Melisse und Plaisir), Bruna Rizzoli (Lucinde), Gloria Foglizzo (Naïade). Voce 61 (3 LP).[10]:5421
- 29. Dezember 1974 (live, konzertant aus London): Charles Mackerras (Dirigent), BBC Concert Orchestra, BBC Singers. Geri Brunin (Armide), Janet Hughes (Phénice und Melisse), Janet Price (Sidonie), Thomas Allen (Hidraot und Ubalde), Leslie Fyson (Aronte), Bruce Brewer (Renaud), Philip Langridge (Artémidore), Gerald English (Chevalier danois), Ann Howard (La Haine), Wendy Eathorne (Lucinde und Naïade). Celestial Audio CA 448 (2 CD).[10]:5422
- Juni 1982 (Studio-Aufnahme; vollständig): Richard Hickox (Dirigent), City of London Sinfonia, Richard Hickox Singers. Felicity Palmer (Armide), Sally Burgess (Phénice und Lucinde), Marie Slorach (Sidonie und Melisse), Raimund Herincx (Hidraot), Yaron Windmüller (Aronte), Anthony Rolfe Johnson (Renaud), Adrian Thompson (Artémidore), Stephen Roberts (Ubalde), Keith Lewis (Chevalier danois), Linda Finnie (La Haine). EMI LP: 29 1238 3, EMI CD: 4 89880 2.[10]:5423
- April 1985 (live aus Madrid): Manfred Ramin (Dirigent), Orchester und Chor des Teatre de la Zarzuela de Madrid. Montserrat Caballé (Armide), Raquel Pierotti (Phénice und Lucinde), Cristina Carlin (Sidonie und Melisse), Enrique Baquerizo (Hidraot), Luis Alvarez (Aronte), Peter Lindroos (Renaud), Rafael Martínez Lledó (Artémidore), Enric Serra (Ubalde), Antonio Leonel (Chevalier danois), Márta Szirmay (La Haine), Diana Rubino (Naïade), Mercedes Hurtado (Plaisir).[10]:5425
- Dezember 1986 (live aus Barcelona): Manfred Ramin (Dirigent), Sinfonieorchester und Chor des Gran Teatre del Liceu Barcelona. Montserrat Caballé (Armide), Claudia Eder (Phénice), Maria Jose Gallego (Sidonie), Enrique Baquerizo (Hidraot), Vincenc Esteve (Aronte), Peter Lindroos (Renaud), Rafael Martínez Lledó (Artémidore), Enric Serra (Ubalde), Antonio Leonel (Chevalier danois), Márta Szirmay (La Haine), Mary Downing (Naïade). House of Opera CDBB 527.[10]:5426
- 7. Dezember 1996 (live aus Mailand): Riccardo Muti (Dirigent), Pier Luigi Pizzi (Inszenierung), Orchester und Chor des Teatro alla Scala Mailand. Anna Caterina Antonacci (Armide), Adina Nitescu (Phénice und Melisse), Lotte Leitner (Sidonie und Lucinde), Donnie Ray Albert (Hidraot), Marco Camastra (Aronte), Vinson Cole (Renaud), Christian Baumgärtel (Artémidore), Roberto de Candia (Ubalde), Juan Diego Flórez (Chevalier danois), Violeta Urmana (La Haine), Christina Sokmeister (Naïade).[10]:5427
- November/Dezember 1996 (live aus Paris): Marc Minkowski (Dirigent), Les Musiciens du Louvre Grenoble. Mireille Delunsch (Armide), Françoise Masset (Phénice und Melisse), Nicole Heaston (Sidonie und Lucinde), Laurent Naouri (Hidraot), Vincent Le Texier (Aronte), Charles Workman (Renaud), Yann Beuron (Artémidore und Chevalier danois), Brett Polegato (Ubalde), Ewa Podles (La Haine), Valérie Gabail (Naïade), Magdalena Kožená (Plaisir). DG Archiv Produktion CD: 459 616-2.[10]:5429
- 14. Mai 1999 (live aus Mailand): Riccardo Muti (Dirigent), Pier Luigi Pizzi (Inszenierung), Orchester und Chor des Teatro alla Scala Mailand. Anna Caterina Antonacci (Armide), Paul Groves (Renaud), Juan Diego Flórez (Artémidore), Violeta Urmana (La Haine), Lotte Leitner (Lucinde).[10]:5431